# Tenderlokomotive

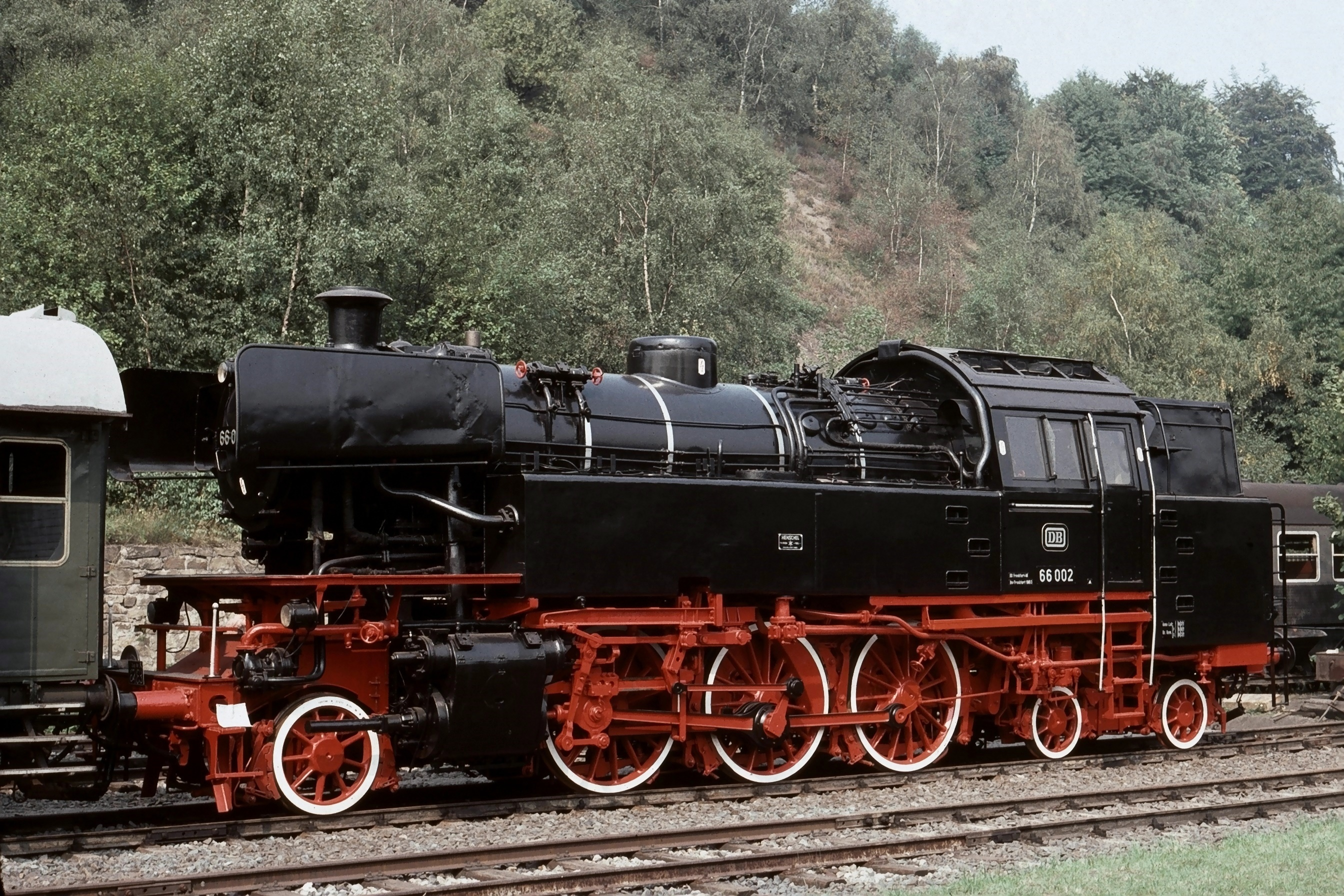
DB-Baureihe 66 mit seitlichen Wasserkästen und Kohlenkasten hinter dem Führerhaus

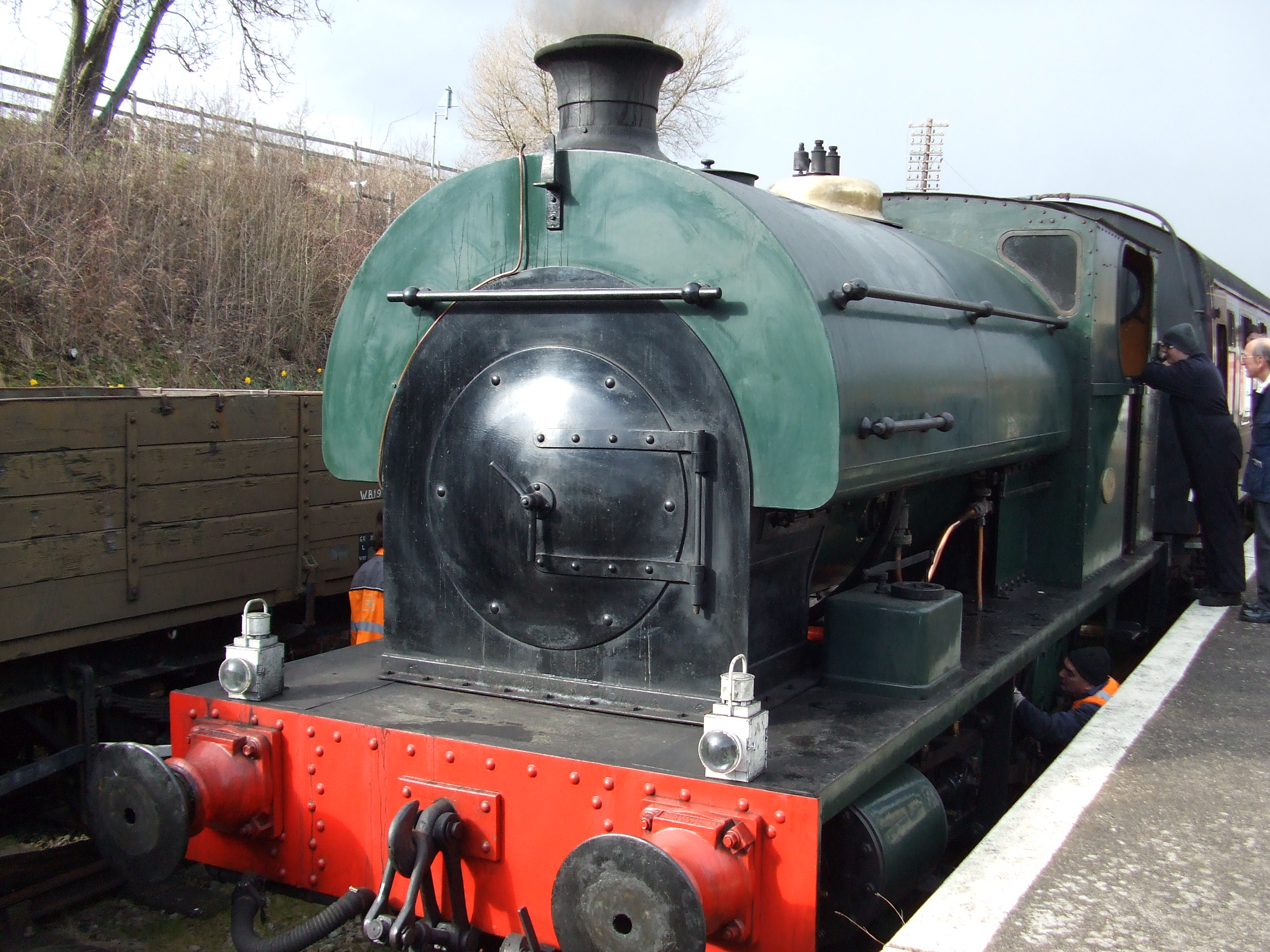
Englische Tenderlokomotive mit Wasserkasten in der Form eines Satteltanks

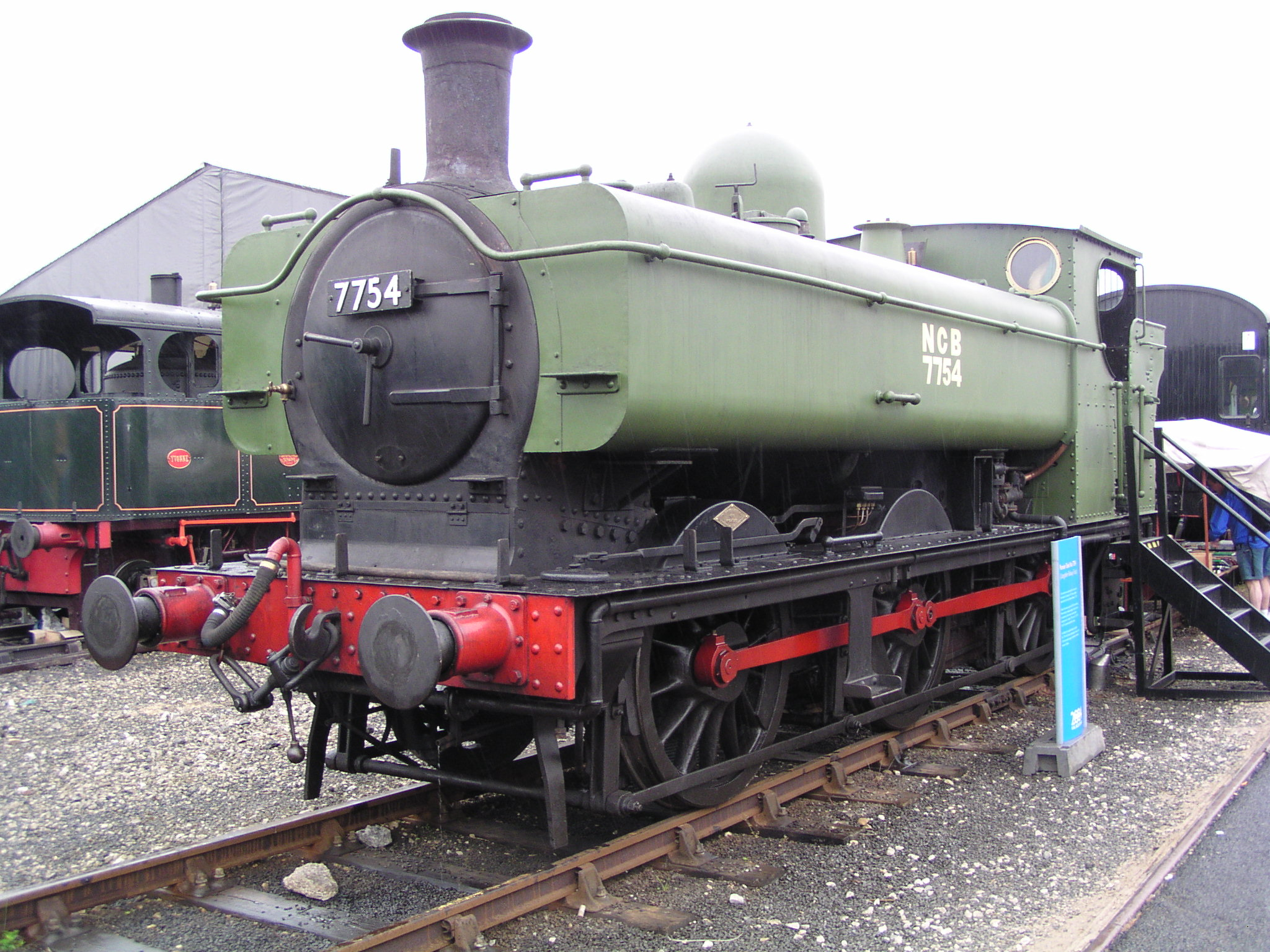
Panniertank-Lokomotive GWR-Klasse 5700

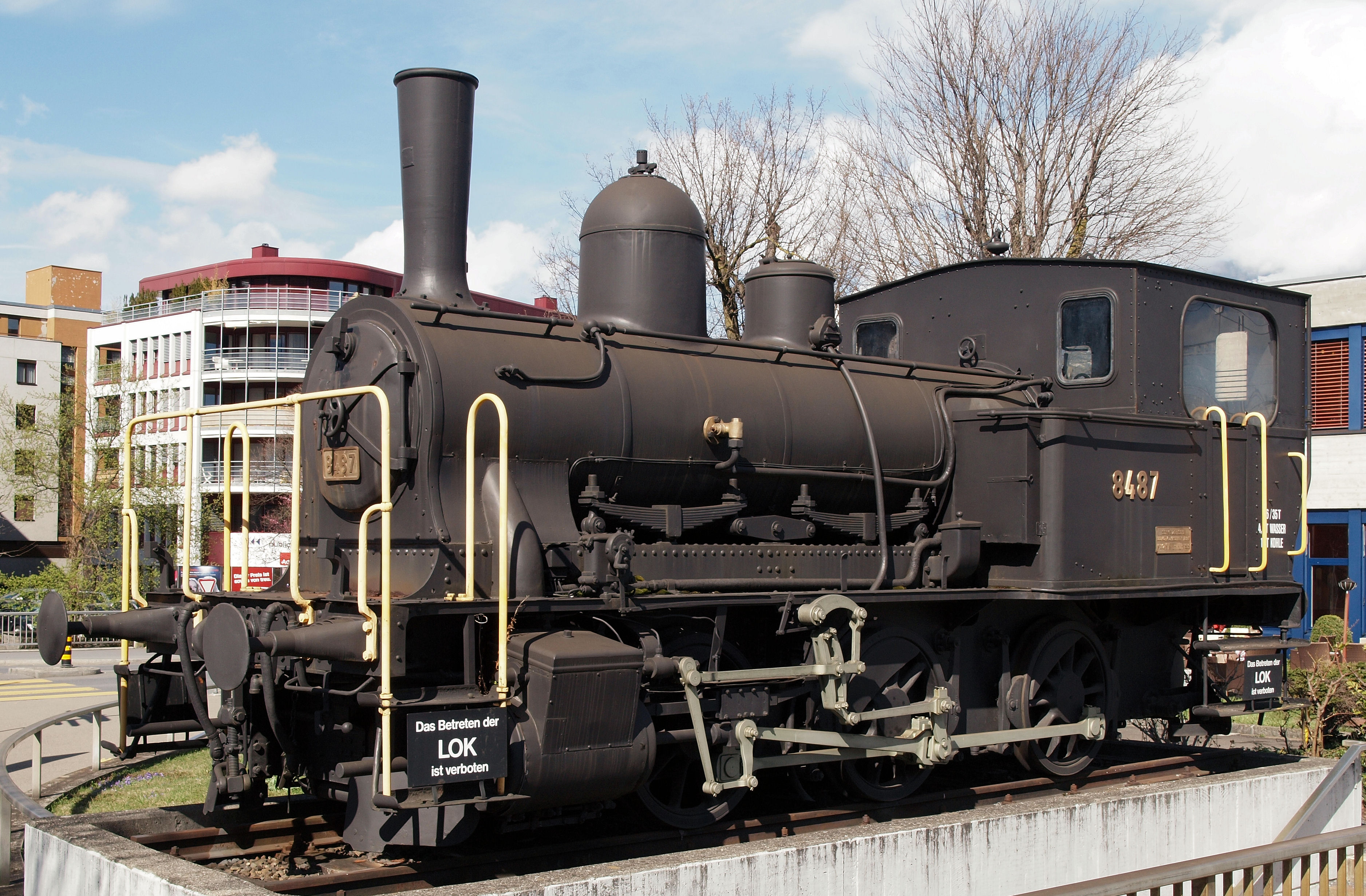
Tenderlokomotive der SBB, Bauart E 3/3 (Tigerli) mit Wasserkasten unter dem Langkessel

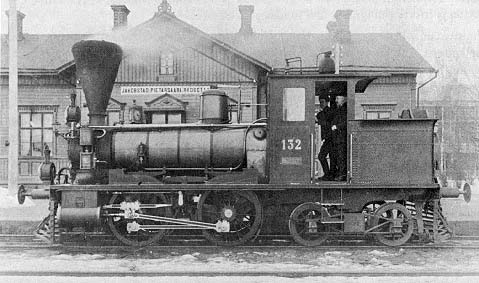
Fourney-Lokomotive mit Hecktank

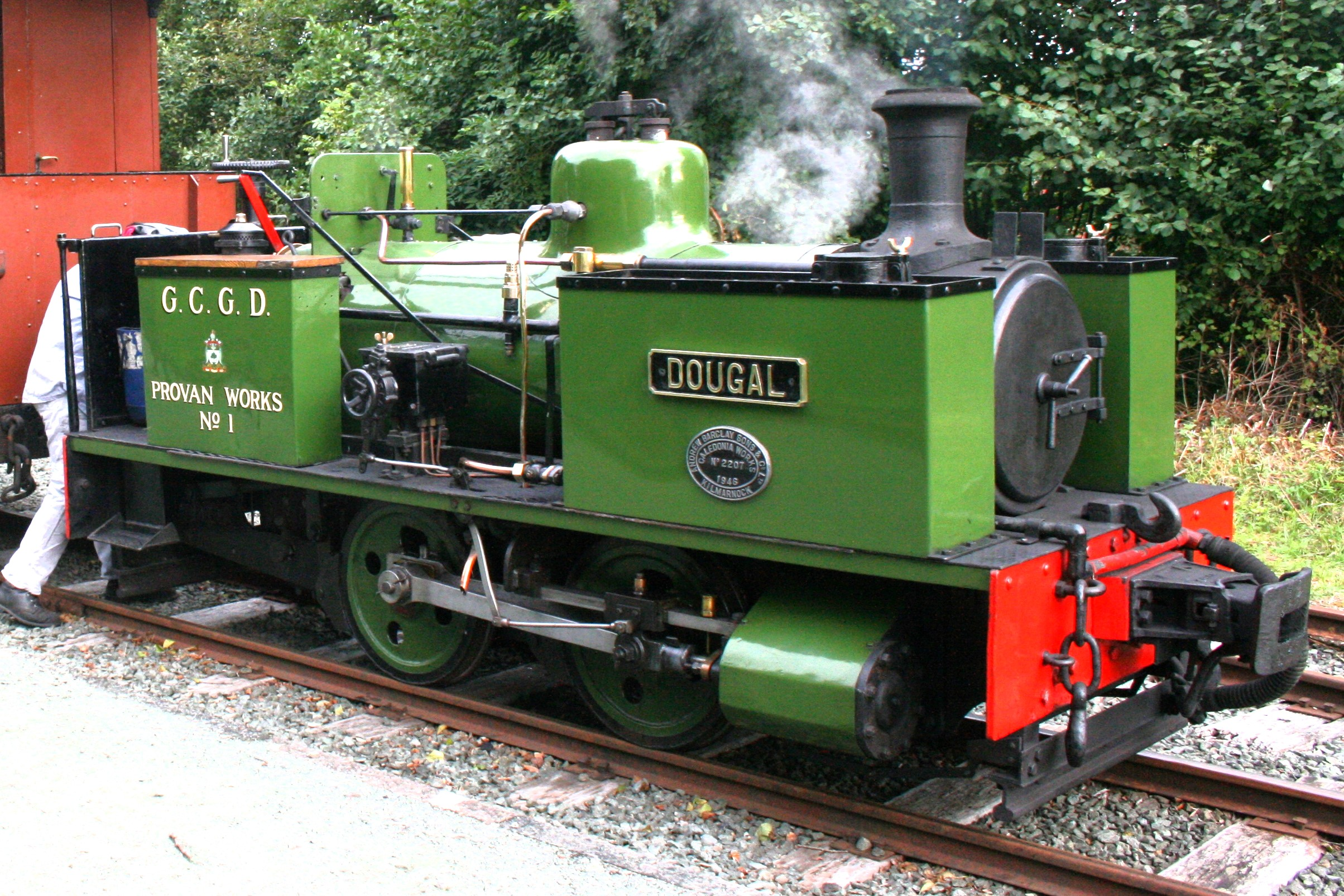
Flügeltanklokomotive Dougal

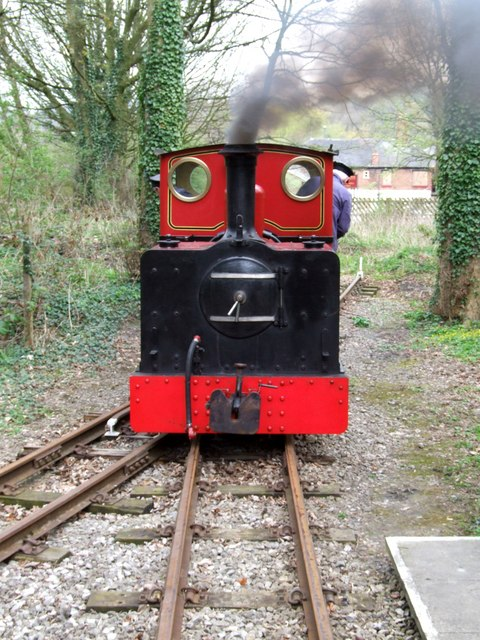
Umgekehrte Satteltanklokomotive Dougal

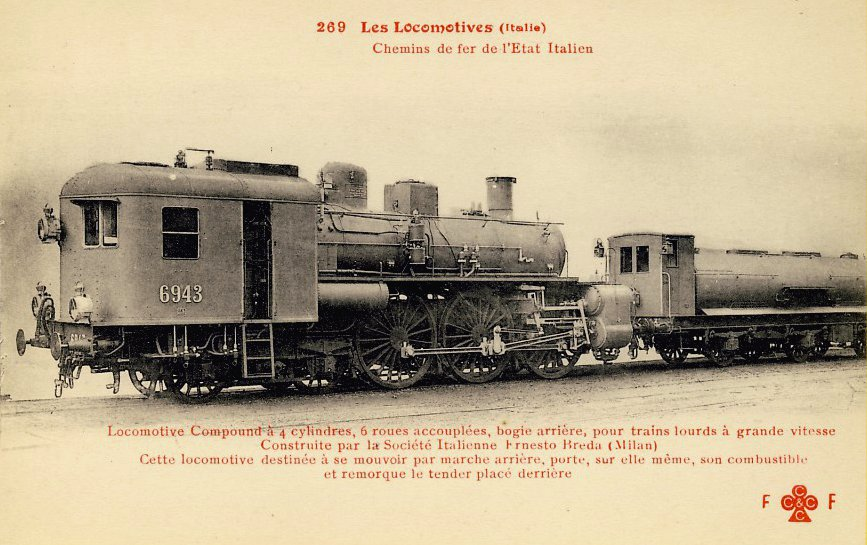
Halbtenderlokomotive FS 670 für den Schnellzugdienst

Eine Tenderlokomotive ist eine Dampflokomotive, bei der die Wasser- und Brennstoffvorräte in Behältern auf der Lokomotive selbst und nicht in einem separaten Schlepptender mitgeführt werden. Je nach Anordnung der Wasserbehälter unterscheidet man verschiedene Bauarten.

## Geschichte
Der Ursprung der Tenderlokomotive liegt im Dunkeln. John B. Jervis, der den Bau mehrerer früher Eisenbahnen in den Vereinigten Staaten leitete, schrieb 1828 in einem Brief, dass es wünschenswert sei, auf den Schlepptender zu verzichten und den Wasserbehälter direkt am Fahrgestell der Lokomotive zu befestigen. Die erste Tenderlokomotive war die 1829 mit Rahmentank gebaute Novelty, die beim Rennen von Rainhill eingesetzt wurde. Eine der ältesten Tenderlokomotiven mit Seitentanks ist die Surprise, die 1837 von William Church 1837 für die London and Birmingham Railway gebaut wurde.

## Konzept
Sowohl kleine Rangierlokomotiven als auch schwere Maschinen für den Güterzugbetrieb, Schnellfahrlokomotiven mit Stromlinienverkleidung und Maschinen mit Mallet-Triebwerk wurden in Tenderlokomotiv-Bauweise ausgeführt. Tenderlokomotiven waren in der Anschaffung und im Betrieb günstiger als Schlepptenderlokomotiven, da die Anschaffungs- und Instandhaltungskosten für den Schlepptender entfielen. Sie eigneten sich für alle Einsätze, die keine großen Wasser- und Kohlenvorräte benötigten und damit auf die große tote Masse eines Schlepptenders verzichtet werden konnte. Dies waren auf Hauptstrecken Fahrten bis etwa 30 Kilometer, Fahrten auf Nebenstrecken und Rangierarbeiten. Weil die Sicht nach hinten nicht durch den Schlepptender behindert wird, sind die Lokomotiven besonders für Einsätze geeignet, bei welchen die Lokomotive über längere Strecken rückwärts fahren muss, weil z. B. keine Drehscheiben zum Abdrehen der Lokomotive vorhanden sind. Von Nachteil ist, dass durch das Aufbrauchen der mitgeführten Vorräte die Reibungslast und damit auch die Zugkraft abnimmt.

## Technik
Die Wasservorräte befinden sich meistens in seitlichen Tanks oder im Rahmen, der als Wasserkasten ausgeführt ist. Die Kohle- bzw. Brennstoffvorräte befinden sich in einem Anbaubehälter vor oder hinter dem Führerstand. Die meisten Tenderlokomotiven verkehrten oft auch rückwärts, weshalb die Fahreigenschaften bei Vorwärts- und Rückwärtsfahrt ungefähr gleich gut sein mussten. Häufig wurden Tenderlokomotiven so konstruiert, dass ein möglichst großer Teil der Vorräte über einem hinteren Laufdrehgestell angeordnet waren, sodass die Triebräder durch den Verbrauch der Vorräte nicht entlastet wurden und somit die Zugkraft durch die Vorräte geringer beeinflusst wurde. Aus diesem Grund sind hinter den Kuppelrädern angeordnete Drehgestelle bei Tenderlokomotiven häufiger als bei Schlepptenderlokomotiven. Achsfolgen wie 1'C2' und 1'D2' waren häufig anzutreffen.
Nach Anordnung der Wasserbehälter werden unterschieden:
- Lokomotiven mit seitlich angeordneten Wasserkästen: Bei dieser häufigen Bauart stehen zwei vertikale rechteckige Wasserkasten auf dem Umlauf auf beiden Seiten des Kessels
- Satteltanklokomotiven: Bei dieser Bauart befindet sich der Wassertank sattelförmig, ähnlich einem umgekehrten U, über und seitlich des Kessels, wodurch ein großer Wasservorrat mitgeführt werden konnte. Der Umlauf ließ sich im Gegensatz zu Lokomotiven mit seitlich angeordneten Wasserkasten weiterhin benutzen, allerdings waren die Armaturen am Kesselrücken schlecht zugänglich. Satteltank-Lokomotiven waren vor allem in den angelsächsischen Ländern verbreitet. Die Whyte-Notation verwendet für Satteltanklokomotiven die Bezeichnung ST
- Panniertanklokomotiven: Bei dieser hauptsächlich von der Great Western Railway (GWR) in England verwendeten Bauart waren die Wassertanks seitlich am Kessel angeordnet, standen aber nicht auf dem Umlauf auf. Die Konstruktion erinnerte an ein mit Packtaschen (englisch Pannier) beladenes Saumtier. Die Whyte-Notation verwendet für die Panniertank-Lokomotiven die Bezeichnung PT. Die bekannteste Bauart war die GWR-Klasse 5700.
- Rahmentanklokomotiven: Bei dieser hauptsächlich in Kontinentaleuropa verbreiteten Bauart wurde der Wasservorrat in Behältern unter dem Langkessel zwischen den Rahmenwangen mitgeführt, meist ergänzt durch kleine seitliche Wasserkasten.
- Hecktanklokomotive: Bei dieser Bauart befindet sich der Wassertank hinter dem Führerhaus, meist unter dem Kohlenkasten. Die meisten Hecktanklokomotiven hatten ein hinteres Laufdrehgestell, das das zusätzliche Gewicht der Vorräte aufnimmt. Diese Bauart wurde bei den in den Vereinigten Staaten ab ca. 1860 in großen Mengen gebauten Forney-Lokomotiven angewandt.
- Flügeltanklokomotiven: Diese im Englischen als Wing Tank Locomotive bezeichnete Lokomotive ähnelte der Seitentanklokomotive, nur dass die beiden Wasserkasten nicht mit dem Führerhaus verbunden waren, sondern abgesetzt vorne neben der Rauchkammer angeordnet waren. Diese Bauart wurde manchmal gewählt, um die Wartung der Triebwerksteile zu erleichtern.
- Umgekehrte Satteltanklokomotive: Diese Bauart ist ähnlich der Flügeltanklokomotive, die beiden Wasserbehälter sind aber unter dem Kessel miteinander verbunden, so dass der Wassertank den Kessel ähnlich einem U umfasst. Diese Bauart wurde nur selten verwendet, meist bei Schmalspurlokomotiven.
- Halbtenderlokomotiven: Bei dieser Bauart führten die Lokomotiven Betriebsvorräte auf der Lokomotive und auf einem Tender mit, wobei der Tender entweder nur Brennstoff oder nur Wasser mitführte. Halbtenderlokomotiven mit Brennstoff waren bei Schmalspurbahnen weit verbreitet, da sie mehr Vorräte mitführen konnten, wobei der hinter der Lokomotive laufenden Tender den Brennstoff mitführte während die Wassertanks auf der Lok angeordnet waren. In Italien gab es gleich zwei Baureihen von Halbtenderlokomotiven mit Wasserwagen, die auf Hauptstrecken eingesetzt wurden. Bei den Schnellzuglokomotiven der Baureihe FS 670 ermöglichte der hinter der Lokomotive laufende Wasserwagen eine Cab-Forward-Anordnung, die dem Fahrpersonal bessere Arbeitsbedingungen bot, bei den Güterzuglokomotiven FS 470 diente der immer hinter der Lok laufende Wasserwagen auch als Güterzugbegleitwagen. Der Wasserwagen konnte sowohl führerstands- als auch rauchkammerseitig gekuppelt werden, so dass die Lokomotive in den Endbahnhöfen nicht gewendet werden musste. Bei beiden Lokomotiven übernahm der Wasserwagen auch die Funktion des damals in Italien vorgeschriebenen Schutzwagens, der zwischen Lokomotive und Zug zu stellen war.
- Mischanordnungen: Neben den oben aufgeführten Anordnungen gab es auch Kombinationen von Anordnungen, wie z. B. Lokomotiven, die einen Hecktank und zusätzliche Seitentanks hatten oder Lokomotiven mit Seitentanks, die durch Rahmentanks ergänzt wurden.